# Túnel de Belchen
El túnel de Belchen es un túnel de la autopista en Suiza, y forma parte de la autopista A2 de Basilea a Chiasso. Enlaza Eptingen en el cantón de Basilea-Campiña con Hägendorf en el Cantón de Soleura. El túnel fue abierto en 1966, y es de 3.180 metros (10.430 pies) de largo.
El túnel fue completamente renovado en 2003.

## La "mujer blanca"
En enero de 1981 circuló un mito moderno, tratando con una "mujer blanca" (weisse Frau). En forma de una vieja mujer vestida de blanco que hacia autostop, un fantasma (aunque no inicialmente reconocido como tal) aparece de la nada frente a los conductores ya veces incluso les habla.
El primer fantasma conocido de Belchen era realmente varón. Los primeros informes escritos del fenómeno, fechado en junio de 1980, involucran a un autostopista masculino que fue recogido pero finalmente desapareció del vehículo, a pesar de la alta velocidad del conductor.
Hacia finales de 1980, la "mujer blanca" comenzó a aparecer en el túnel o cerca de él. El 6 de enero de 1981, el tabloide Blick escribió sobre los avistamientos, seguido por otros medios que también adoptaron la historia. La policía de Basilea recibió muchas llamadas telefónicas, de las cuales docenas tuvieron que ser registradas.
El Bölchengespenst o "fantasma de Belchen", se convirtió en un tema popular para el carnaval Shrove de 1981. Incluso los músicos de la Oberbaselbieter Ländlerkapelle discutieron acerca de la leyenda. Los informes del fantasma entonces disminuyeron, hasta que la edición 1983 del libro Baselbieter Sagen divulgara más avistamientos de la mujer blanca. Dos mujeres según se sabe, recogieron en Eptingen una mujer de mediana edad, pálida, pálida. Cuando más tarde le preguntaron si se sentía mejor, respondió:

No, desafortunadamente no. No estoy bien en absoluto. Algo realmente horrible va a suceder, algo muy terrible!!

Cuando miraron el asiento trasero, la mujer había desaparecido.

## Otras variaciones
Tales visitas no solo ocurren dentro o alrededor de los túneles. Una edición reeditada del Baselbieter Sagen menciona casos similares en otros lugares de Basilea: "la dama del castillo de Heidegg", "la doncella sobre la cabra" y "la mujer gris en Zunzgen". En Läufelfingen, la mujer lleva un loden verde. En el cantón de Berna, aparece una chica con una chaqueta de cuero corta. En el área de Basilea, como en el caso de Tenniken, se ve a un hombre vestido de negro. El hombre profetiza un terremoto y un duro invierno antes de desaparecer. Los autostopistas misteriosos incluso pueden desaparecer si el coche tiene solo las puertas delanteras y no puertas traseras.
Un artículo de 1981 en la revista Schweizer Volkskunde describe varias visitas. Según la revista, tales "fantasmas modernos" fueron vistos en otros cantones y túneles suizos, tales como el área de Luzernerland y en Toggenburg.